# Französische Leichtathletik-Hallenmeisterschaften 2021
Die 50. Französischen Leichtathletik-Hallenmeisterschaften wurden vom 19. bis zum 21. Februar 2021 im Stadium Miramas Métropole im südfranzösischen Miramas ausgetragen.

## Medaillengewinner

### Männer
| Disziplin        | Gold                 | Leistung        | Silber                | Leistung        | Bronze             | Leistung        |
| ---------------- | -------------------- | --------------- | --------------------- | --------------- | ------------------ | --------------- |
| 60 m             | Mouhamadou Fall      | 6,64 s          | Amaury Golitin        | 6,64 s          | Jérémy Leroux      | 6,69 s PB       |
| 200 m            | Loïc Prévot          | 21,37 s SB      | Gautier Dautremer     | 21,45 s         | Pablo Matéo        | 21,46 s         |
| 400 m            | Thomas Jordier       | 46,13 s PB      | Nicolas Courbière     | 46,94 s PB      | Teo Andant         | 47,03 s PB      |
| 800 m            | Benjamin Robert      | 1:46,06 min PB  | Pierre-Ambroise Bosse | 1:46,16 min PB  | Gabriel Tual       | 1:47,54 min PB  |
| 1500 m           | Djilali Bedrani      | 3:40,27 min PB  | Azeddine Habz         | 3:40,30 min     | Baptiste Mischler  | 3:40,31 min     |
| 3000 m           | Hugo Hay             | 7:52,42 min     | Yann Schrub           | 7:55,13 min     | Mehdi Belhadj      | 7:58,09 min PB  |
| 60 m Hürden      | Wilhem Belocian      | 7,46 s CR       | Aurel Manga           | 7,58 s SB       | Matteo Ngo         | 7,72 s PB       |
| 5000 m Bahngehen | Aurélien Quinion     | 19:51,20 min PB | David Kuster          | 20:07,49 min SB | Matteo Duc         | 20:18,46 min PB |
| Hochsprung       | Sébastien Micheau    | 2,19 m          | Matthieu Tomassi      | 2,16 m SB       | Taylor Minos       | 2,16 m SB       |
| Stabhochsprung   | Valentin Lavillenie  | 5,77 m SB       | Ethan Cormont         | 5,72 m          | Renaud Lavillenie  | 5,66 m          |
| Weitsprung       | Jean-Pierre Bertrand | 7,83 m          | Yann Randrianasolo    | 7,68 m          | Julien Pauthonnier | 7,55 m          |
| Dreisprung       | Melvin Raffin        | 17,09 m SB      | Enzo Hodebar          | 16,66 m SB      | Yoann Rapinier     | 16,48 m SB      |
| Kugelstoßen      | Frédéric Dagée       | 19,39 m         | Antoine Duponchel     | 18,27 m         | Jordan Guehaseim   | 16,89 m SB      |
| Siebenkampf      | Jérémy Lelièvre      | 5863 Punkte SB  | Romain Martin         | 5805 Punkte SB  | Tristan Marcy      | 5630 Punkte PB  |

### Frauen
| Disziplin        | Gold                 | Leistung          | Silber                | Leistung        | Bronze                       | Leistung         |
| ---------------- | -------------------- | ----------------- | --------------------- | --------------- | ---------------------------- | ---------------- |
| 60 m             | Cynthia Leduc        | 7,24 s PB         | Nasrane Bacar         | 7,41 s          | Eloïse de La Taille          | 7,42 s           |
| 200 m            | Estelle Raffai       | 23,63 s           | Brigitte Ntiamoah     | 23,64 s         | Wided Atatou                 | 23,66 s          |
| 400 m            | Amandine Brossier    | 52,74 s           | Kalyl Amaro           | 53,27 s PB      | Shana Grebo                  | 53,29 s PB       |
| 800 m            | Léna Kandissounon    | 2:05,56 min       | Noélie Yarigo         | 2:05,56 min     | Charlotte Mouchet            | 2:08,45 min      |
| 1500 m           | Claire Palou         | 4:12,62 min CR PB | Aurore Fleury         | 4:13,69 min PB  | Alexa Lemitre                | 4:13,94 min      |
| 3000 m           | Alice Finot          | 9:12,33 min       | Manon Trapp           | 9:14,87 min     | Leila Hadji                  | 9:23,59 min PB   |
| 60 m Hürden      | Laëticia Bapté       | 7,93 s PB         | Cyréna Samba-Mayela   | 7,94 s PB       | Fanny Quenot                 | 8,07 s PB        |
| 3000 m Bahngehen | Eloise Terrec        | 12:46,12 min PB   | Pauline Stey          | 12:48,98 min PB | Camille Moutard              | 12:51,89 min PB  |
| Hochsprung       | Solène Gicquel       | 1,86 m SB         | Claire Orcel          | 1,84 m          | Laureen Maxwell Aicha Moumin | 1,82 m 1,82 m PB |
| Stabhochsprung   | Elina Giallurachis   | 4,41 m PB         | Margot Chevrier       | 4,21 m          | Thiziri Daci                 | 4,11 m SB        |
| Weitsprung       | Hilary Kpatcha       | 6,54 m            | Rougui Sow            | 6,32 m          | Maelly Dalmat                | 6,30 m SB        |
| Dreisprung       | Rougui Sow           | 13,96 m PB        | Jeanine Assani-Issouf | 13,73 m SB      | Anne-Suzanna Fosther-Katta   | 13,00 m          |
| Kugelstoßen      | Amanda Ngandu-Ntumba | 16,24 m PB        | Caroline Métayer      | 15,55 m SB      | Antoinette Nana Djimou       | 14,53 m SB       |
| Fünfkampf        | Célia Perron         | 4434 Punkte PB    | Diane Marie-Hardy     | 4380 Punkte PB  | Annaelle Nyabeu Djapa        | 4337 Punkte SB   |